# CMC Leopard
CMC Leopard – brytyjski, prototypowy samolot turystyczny i dyspozycyjny z napędem odrzutowym. Brak zainteresowania ze strony potencjalnych nabywców spowodował zakończenie dalszych prac nad samolotem.

## Historia
Konstruktorem maszyny jest Ian Chichester-Miles, były główny konstruktor koncernu British Aerospace. Zaprojektował on samolot dyspozycyjny i turystyczny przeznaczony do przewozu trzech pasażerów i pilota. Maszyna charakteryzowała się bogatym oszkleniem kabiny i nietypowym umieszczeniem silników jak na samolot o takich rozmiarach. Dwa silniki odrzutowe umieszczone zostały na pylonach po obu stronach kadłuba w jego tylnej części. Maszyna wykonana jest prawie w całości z tworzyw sztucznych. Wybudowano dwa prototypy, pierwszy z nich (G-BKRL) napędzany był silnikami Noel Penny NPT-301. Maszyna wzbiła się do swojego dziewiczego lotu 12 grudnia 1988 roku. Drugi prototyp, napędzany silnikami Williams FJX-1, wzbił się po raz pierwszy w powietrze 9 kwietnia 1997 roku. Z powodu braku zainteresowania potencjalnych klientów dalsze prace nad samolotem zostały wstrzymane. Pierwszą z maszyn można oglądać do dziś w Midland Air Museum mieszczącym się nieopodal Baginton a drugi z prototypów w Bournemouth Aviation Museum na terenie lotniska Bournemouth.

## Konstrukcja
Leopard jest wolnonośnym średniopłatem zbudowanym z tworzyw sztucznych. Skrzydła o skosie 25° o ujemnym wzniosie i laminarnym profilu zaopatrzone w dwudzielne klapy. Usterzenie klasyczne, skośne. Ciśnieniowy kadłub, podwozie trójzespołowe z przednim podparciem, chowane. Przednia goleń do wnęki w kadłubie, główne do wnęk w skrzydłach samolotu.